# Roger Nilsen
Roger Nilsen (n. Tromsø, Noruega, 8 de agosto de 1969) es un exfutbolista internacional noruego, que jugaba de defensa, que jugó en su selección nacional y militó en diversos clubes de Noruega, Alemania, Inglaterra y Austria.

## Selección nacional
Nilsen jugó 32 partidos internacionales para la selección nacional noruega y anotó solo 3 goles. Incluso participó con su selección, en una sola edición de la Copa del Mundo FIFA, que fue en la edición de Estados Unidos 1994, donde la selección noruega quedó eliminada, en la primera fase de aquel torneo, aunque solo ganó un partido que fue ante México. Nilsen no jugó ningún partido en ese mundial, pero fue parte del plantel noruego, que acudió a la cita mundialista de 1994.

## Participaciones en Copas del Mundo
| Mundial                        | Sede           | Resultado      | Partidos | Goles |
| ------------------------------ | -------------- | -------------- | -------- | ----- |
| Copa Mundial de Fútbol de 1994 | Estados Unidos | Fase de grupos | 0        | 0     |

## Clubes
| Club              | País       | Año         |
| ----------------- | ---------- | ----------- |
| Tromsø IL         | Noruega    | 1987 - 1988 |
| Viking FK         | Noruega    | 1989 - 1993 |
| Colonia           | Alemania   | 1993        |
| Sheffield United  | Inglaterra | 1993 - 1999 |
| Tottenham Hotspur | Inglaterra | 1999        |
| Grazer AK         | Austria    | 1999 - 2000 |
| Molde FK          | Noruega    | 2000 - 2001 |
| Bryne FK          | Noruega    | 2002 - 2003 |